# جيف موريس (لاعب كرة قدم)
جيف موريس (بالإنجليزية: Geoff Morris)‏ (8 فبراير 1949 بويست بروميتش في المملكة المتحدة - 13 فبراير 2015) هو لاعب كرة قدم بريطاني في مركز جناح. لعب مع بورت فايل وشروزبري تاون وكوينزلاند ليونز ونادي بانغور سيتي ونادي والسول ونادي كيدرمينستر هاريرز لكرة القدم.

## وصلات خارجية
- جيف موريس على موقع قاعدة بيانات كرة القدم.إي يو (الإنجليزية)